# Gianpietro Marchetti
Pour les articles homonymes, voir Marchetti.
Gianpietro Marchetti (né le 22 octobre 1948 à Rudiano dans la province de Brescia en Lombardie), est un joueur de football italien, qui jouait au poste de défenseur, avant d'ensuite devenir dirigeant.

## Biographie

### Carrière en club
Défenseur latéral d'origine, Marchetti jouera par période au fil de sa carrière également aux postes de milieu défensif ou encore de libéro.
Il commence sa carrière professionnelle pour le club de l'Atalanta au cours de la saison 1966-1967, club avec qui il reste deux saisons (il y joue son premier match de Serie A le 28 mai 1967 lors d'une défaite 4-1 contre Foggia).
Il rejoint ensuite le Lecco, club où il attira l'attention du géant italien de la Juventus , le club piémontais où il joue son premier match le 22 octobre 1969 lors d'un succès 2-1 sur Foggia en coupe, puis dispute son premier match de championnat quelques semaines plus tard le 16 novembre 1969 lors d'un nul 1-1 contre Cagliari. Il joue 16 matchs lors de sa première saison (dont 7 en championnat), barré par la forte concurrence avec Antonello Cuccureddu. Il s'impose finalement au poste de titulaire au bout de quelques saisons, formant un duo défensif avec Luciano Spinosi.
À Turin, Marchetti resta 5 saisons, remportant entre autres deux Scudetti (championnats d'Italie) en 1972 et 1973. Il quitte le club en 1974 (ayant perdu sa place de titulaire lors de sa dernière saison au profit de Cuccureddu et de Claudio Gentile).
Au cours de la saison 1974-1975, il retourne jouer dans son premier club à l'Atalanta pour cinq saisons (jusqu'en 1979), s'affirmant vite comme une pièce maîtresse et devenant un leader charismatique du club. 
Il termine finalement sa carrière lors de sa dernière saison (de 1979 à 1980) à Catanzaro.

### Carrière en sélection
Il fit ses débuts sous le maillot de l'équipe d'Italie espoirs en avril 1969 contre la Roumanie, jouant au total 7 matchs, plus deux sélections avec l'équipe B italienne l'année suivante.
En 1972, le sélectionneur italien Ferruccio Valcareggi convoque Marchetti pour disputer la Squadra Azzurra, comme alternative à Giacinto Facchetti. Il débute avec son coéquipier Spinosi contre la Roumanie à Bucarest le 17 juin 1972 (score final 3-3). Il joue finalement cinq matchs avec les Azzurri, entre 1972 et 1973.

### Carrière de dirigeant
Après avoir raccroché les crampons, Marchetti fut engagé par la Triestina en qualité de directeur sportif en mars 1982. Il y reste jusqu'en juin 1988. Le 29 août, il est alors engagé par le club de Piacenza, pour le même poste. Il reste avec le club jusqu'à l'été 2001,, remplacé ensuite par Fulvio Collovati. Il retrouve ensuite son poste pour quelques mois avec le Napoli, avant d'abandonner son poste en décembre 2002, puis de partir à Modène à la place de Doriano Tosi.

## Palmarès
Juventus
| - Championnat d'Italie (2) : - Champion : 1971-72 et 1972-73. - Vice-champion : 1973-74. - Coupe des villes de foires : - Finaliste : 1970-71. |  | - Coupe d'Italie : - Finaliste : 1972-73. - Coupe des clubs champions : - Finaliste : 1972-73. |